# Casa de Odeleite
A Casa de Odeleite, igualmente conhecido como Núcleo Museológico de Odeleite, é um museu instalado num edifício histórico, na aldeia de Odeleite, no Município de Castro Marim, em Portugal.

## Descrição
A Casa de Odeleite é um museu no centro da aldeia de Odeleite, com funções culturais e turísticas, possuindo espaços para exposições, um centro de documentação, e um arquivo sobre gastronomia. No seu interior foi feita a recriação de vários ambientes tradicionais da região, incluindo as zonas residenciais dos proprietários e dos funcionários, a sala para costura, uma adega, uma casa para o azeite, o vinho e o queijo, a casa do forno, e o armazém para cereais e alfarroba. Como parte deste esforço para recriar o passado, foram recuperados cerca de 1500 peças originais, incluindo mobiliário, e vários documentos, como facturas e correspondência, que pertenciam ao proprietário original. O edifício também inclui uma loja e um centro de recepção aos visitantes. O pátio exterior foi aproveitado para um bar com esplanada, sendo igualmente utilizado como espaço para eventos.
Segundo o presidente da autarquia de Castro Marim, José Estevens, o museu foi criado com a finalidade de «criar um polo de desenvolvimento a partir deste espaço, levando-o a aglutinar várias funções, no propósito de dar a conhecer e promover o interior raiano do concelho.». Desta forma, pretendia-se «dar a conhecer um pouco da história da casa, da aldeia, das gentes serranas e, ao mesmo tempo, estimular a descoberta do território na sua variedade e riqueza.».
A Casa de Odeleite é na realidade composta por um conjunto de várias casas de arquitectura típica da serra algarvia, destacando-se uma de dois andares, decorada com motivos no estilo Arte Nova.

## História
Originalmente, o conjunto onde se situa o museu era um entreposto comercial, e que chegou a ser o ponto mais importante na aldeia, e a casa mais rica em toda a freguesia durante cerca de duas décadas, nos princípios do século XX. Os principais produtos do entreposto eram a amêndoa, que era enviada para os Estados Unidos da América e outros países, e as cestas de cana, que eram utilizadas como meio de transporte para várias mercadorias. Também servia como centro abastecedor para a população, vendendo produtos tão diversos como arroz, massa, farinha, tecidos, petróleo, aspirinas, xaropes, sabão, tabaco, rendas, sola, e cabedais. Estes eram normalmente fornecidos aos trabalhadores como pagamento pelos seus serviços no fabrico dos cestos, e na produção da amêndoa, do figo, da azeitona e da alfarroba. João Xavier de Almeida, que faleceu em 1933, era o proprietário do entreposto, e o principal responsável pela negociação dos produtos da região junto dos comerciantes noutros locais do Algarve.
Segundo a antropóloga Eglantina Monteiro, o antigo entreposto foi escolhido por ser «uma casa típica da serra. Os telhados de níveis diferentes denunciam uma pluralidade de casas e os desmesuradamente longos fazem parecer uma só, quando no interior as paredes desocultam variadas casas, conforme as necessidades de organização do trabalho e da família.». A investigadora afirmou que «A Casa de Odeleite, apesar de estar associada a um núcleo familiar, foi e continuará a ser um espaço vivo da memória das gentes de Odeleite, que não confina à aldeia mas a um território mais alargado, que grosso modo corresponde à freguesia.». O processo para a instalação do museu foi explicado no livro A Casa de Odeleite, baseado nos estudos de Eglantina Monteiro e de Veralisa Brandão, que foram feitos em 2006.
A Câmara Municipal de Castro Marim comprou o edifício nos inícios da década de 2000, tendo feito obras de recuperação e de adaptação a museu, que foi inaugurado em Junho de 2012. O plano para a adaptação do edifício foi da autoria de João Moitinho. A Casa de Odeleite foi uma das antigas estruturas na região a serem recuperadas e readaptadas para usos turísticos, culturais e sociais, numa iniciativa do Programa de Revitalização das Aldeias do Algarve que, por sua vez, fez parte do Plano Estratégico para as Áreas de baixa Densidade do Algarve, que foi iniciado em 2002 pela Comissão de Coordenação e Desenvolvimento Regional do Algarve. Na altura da sua instalação, o espaço tinha somente funções museológicas, mas chegou a ser pensada a sua utilização como um centro de alojamento, com os vários quartos espalhados pela povoação, e eventualmente aproveitando as casas dos habitantes que aderissem àquela iniciativa. José Estevens considerou a instalação do museu como «um passo importante na afirmação da nossa identidade cultural, e um contributo efetivo à promoção do interior do concelho, o qual encerra um conjunto de potencialidades no campo do turismo, podendo constituir uma alavanca para a economia do Baixo Guadiana, com a criação de emprego, fortalecendo o tecido social e a fixação de novas pessoas à terra.».
Em Novembro de 2018, o museu estava a ser alvo de várias iniciativas para a sua divulgação e dinamização, por parte da empresa municipal de Castro Marim NovBaesuris. Neste sentido, a empresa organizou vários eventos periódicos, como a feira mensal Mercadinho na Aldeia, as Visitas Turísticas, onde se divulgavam os artigos à venda na loja do museu, o evento cultural O Acontece, os Passeios por Odeleite, e as Provas Gastronómicas, onde os visitantes podiam provar vários produtos tradicionais da região, como pão cozido em forno de lenha, mel de rosmaninho e queijo de cabra da raça algarvia. Porém, nos princípios de 2019 a Casa de Odeleite foi um dos equipamentos culturais temporariamente encerrados, devido ao processo de liquidação da empresa Novbaesuris, tendo sido reaberta em 25 de Janeiro desse ano.